# 尚书大传
《尚書大傳》是对《尚書》的解释性著作，作者和成书时间均无法完全确定。目前只有后人辑本传世，以皮锡瑞本最佳。
《尚书大传》旧题汉·伏胜撰，一般认为是伏生（《史记集解》称“伏生名胜，伏氏碑云”）的学生张生及欧阳生根据他的解说写成，大概为前200年到前100年之间，属于今文学派著作。书中内容很多只是以《尚书》为引子阐发各种奇谈怪论，所以也有学者认为此书为汉代纬书之滥觞；《四库全书》也归之为纬书之属，附諸經解之末。
《汉书·艺文志》有“（《尚书》）《传》四十一篇”之说，但未言作者。《隋书》记载《尚书》三卷，郑玄注，也没有提到伏胜。但《晋书·五行志》提及“文帝时，伏生创纪《大传》”。可能到宋代已经不全，明代已经散失。
《尚书大传》中有關於周武王封箕子於朝鲜之記載，還有《九共》、《帝告》、《歸禾》、《掩誥》等逸篇的傳。
《后汉书·郑玄传》有郑玄注《尚书大传》的记载。《四库全书总目提要》引：“《玉海》載《中興館閣書目》，引鄭康成〈尚書大傳序〉曰：‘蓋自伏生也。伏生爲秦博士，至孝文時年且百歳。張生、歐陽生從其學而受之。音聲猶有譌誤，先後猶有舛差，重以篆隸之殊，不能無失。生終後，數字各論所聞，以己意彌縫其闕，別作章句。又特撰大義，因經屬指，名之曰傳。劉向校書，得而上之。凡四十一篇，銓次爲八十一篇云云。’”此注在唐代以后也逐渐散佚，有清人辑本。